# Pływanie na Letnich Igrzyskach Olimpijskich 1920 – 100 m stylem dowolnym mężczyzn
Pływanie na dystansie 100 metrów stylem dowolnym mężczyzn było jedną z konkurencji pływackich rozgrywanych podczas VII Igrzysk Olimpijskich w Antwerpii. Był to czwarty raz, gdy ta konkurencja była przeprowadzona podczas igrzysk olimpijskich.
W konkurencji wzięło trzydziestu jeden zawodników reprezentujących piętnaście ekip narodowych. Wyścigi eliminacyjne zostały przeprowadzone 22 sierpnia, wyścigi półfinałowe 23 sierpnia, zaś finał 24 sierpnia.
Spodziewano się, że główna rywalizacja będzie miała miejsce pomiędzy Normanem Rossem a obrońcą tytułu ze Sztokholmu Dukem Kahanamoku. Ten drugi od początku zdominował całą rywalizację. Już w fazie eliminacyjnej poprawił własny rekord olimpijski, w półfinale - wyrównał własny rekord świata, zaś w finale ustanowił nowy rekord świata. Ross zajął w finale czwarte miejsce. William Herald, pływak z Australii, złożył protest u sędziów skarżąc się na to, iż został faulowany przez Rossa. Amerykanin został zdyskwalifikowany, wyniki z pierwszego finału unieważnione  a finał powtórzony. Kahanamoku ustanowił nowy rekord świata ponownie w drugim finale.

## Rekordy
Tak przedstawiały się rekordy na tym dystansie przed igrzyskami w Antwerpii:
| Rekord świata     | Duke Kahanamoku (USA) | 1:01,4 | Nowy Jork (USA) | 9 sierpnia 1918 |
| Rekord olimpijski | Duke Kahanamoku (USA) | 1:02,4 | Sztokholm (SWE) | 7 lipca 1912    |

## Wyniki

### Eliminacje
Do półfinałów awansowali dwaj najlepsi zawodnicy z każdego wyścigu eliminacyjnego oraz najszybszy zawodnik z trzeciego miejsca.
Wyścig 1
| Poz. | Zawodnik          | Wynik  | Uwagi |
| ---- | ----------------- | ------ | ----- |
| 1.   | Duke Kahanamoku   | 1:01,8 | Q     |
| 2.   | Keith Kirkland    | 1:08,0 | Q     |
| 3.   | Jean van Silfhout | 1:09,0 |       |
| 4.   | Georges Pouilley  | b.d.   |       |
| 5.   | Albert Dickin     | b. d.  |       |

Wyścig 2
| Poz. | Zawodnik             | Wynik  | Uwagi |
| ---- | -------------------- | ------ | ----- |
| 1.   | Agostino Frassinetti | 1:11,8 | Q     |
| 2.   | Václav Bucháček      | 1:19,2 | Q     |
| 3.   | Ângelo Gammaro       | 1:22,0 |       |
| 4.   | Harold Annison       | b. d.  |       |

Wyścig 3
| Poz. | Zawodnik            | Wynik  | Uwagi |
| ---- | ------------------- | ------ | ----- |
| 1.   | Pua Kealoha         | 1:02,0 | Q     |
| 2.   | Ivan Stedman        | 1:04,2 | Q     |
| 3.   | Henri Padou         | 1:08,4 |       |
| 4.   | Martial Van Schelle | b. d.  |       |
| 5.   | Jean Jenni          | b. d.  |       |
| 6.   | Kenkichi Saitō      | b. d.  |       |

Wyścig 4
| Poz. | Zawodnik         | Wynik  | Uwagi |
| ---- | ---------------- | ------ | ----- |
| 1.   | George Vernot    | 1:05,2 | Q     |
| 2.   | Henry Hay        | 1:06,8 | Q     |
| 3.   | Orvar Trolle     | 1:07,8 | q     |
| 4.   | Léon Pesch       | b. d.  |       |
| 5.   | Leslie Savage    | b. d.  |       |
| 6.   | Orlando Amêndola | b. d.  |       |
| 7.   | Gérard Blitz     | b. d.  |       |

Wyścig 5
| Poz. | Zawodnik         | Wynik  | Uwagi |
| ---- | ---------------- | ------ | ----- |
| 1.   | Norman Ross      | 1:04,2 | Q     |
| 2.   | William Herald   | 1:08,8 | Q     |
| 3.   | Mario Massa      | 1:10,4 |       |
| 4.   | Rémy Weil        | b. d.  |       |
| 5.   | Masayoshi Uchida | b. d.  |       |

Wyścig 6
| Poz. | Zawodnik       | Wynik  | Uwagi |
| ---- | -------------- | ------ | ----- |
| 1.   | William Harris | 1:04,4 | Q     |
| 2.   | Ko Korsten     | 1:05,6 | Q     |
| 3.   | Jack Dickin    | 1:10,0 |       |
| 4.   | Alfred Steen   | b. d.  |       |

### Półfinały
Do finału awansowali dwaj najlepsi zawodnicy z każdego wyścigu półfinałowego oraz najszybszy zawodnik z trzeciego miejsca.
Półfinał 1
| Poz. | Zawodnik             | Wynik  | Uwagi |
| ---- | -------------------- | ------ | ----- |
| 1.   | Duke Kahanamoku      | 1:01,4 | Q =   |
| 2.   | William Harris       | 1:04,2 | Q     |
| 3.   | George Vernot        | 1:05,8 |       |
| 4.   | Agostino Frassinetti | b. d.  |       |
| 5.   | Václav Bucháček      | b. d.  |       |
| 6.   | Henry Hay            | b. d.  |       |

Półfinał 2
| Poz. | Zawodnik       | Wynik  | Uwagi |
| ---- | -------------- | ------ | ----- |
| 1.   | Pua Kealoha    | 1:02,4 | Q     |
| 2.   | Norman Ross    | 1:04,8 | Q     |
| 3.   | William Herald | 1:05,8 | q     |
| 4.   | Ivan Stedman   | b. d.  |       |
| 5.   | Orvar Trolle   | b. d.  |       |
| 6.   | Keith Kirkland | b. d.  |       |
| 7.   | Ko Korsten     | b. d.  |       |

### Finał
| Poz. | Zawodnik        | Wynik (I finał) | Wyniki (II finał) |
| ---- | --------------- | --------------- | ----------------- |
|      | Duke Kahanamoku | 1:00,4          | 1:01,4 =          |
|      | Pua Kealoha     | 1:02,2          | 1:02,6            |
|      | William Harris  | 1:03,2          | 1:03,0            |
| 4    | William Herald  | b. d.           | 1:03,8            |
| —    | Norman Ross     | 1:03,8 DQ       | —                 |